# 何妙福
何妙福（1935年—），男，浙江定海人，中国天体力学家，曾任中国科学院上海天文台副台长，中国天文学会副理事长。